# Ral·li de Xipre

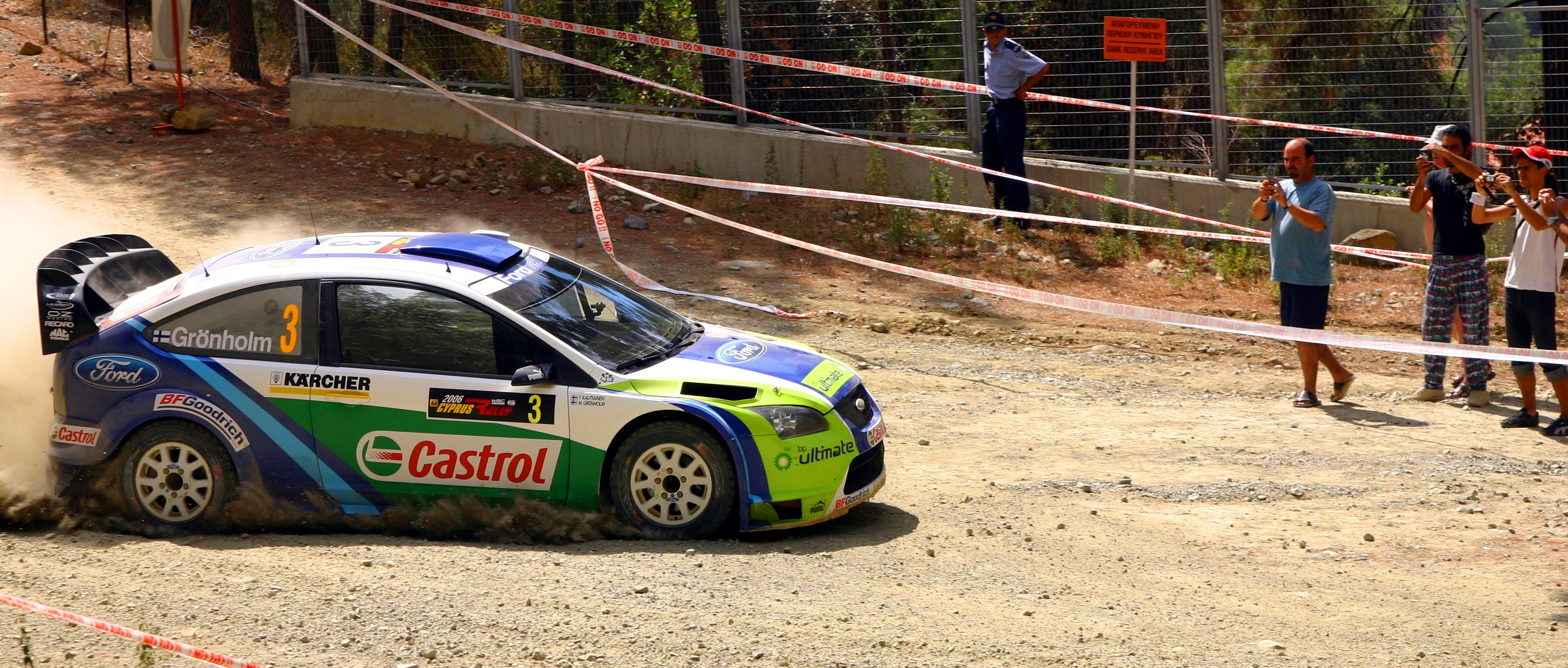
Marcus Grönholm a l'edició del 2006

El Ral·li de Xipre, oficialment Cyprus Rally, és un ral·li que va formar part del Campionat Mundial de Ral·lis de la Federació Internacional d'Automobilisme (FIA). Es disputa a les carreteres muntanyoses properes a la ciutat de Limassol, al sud-oest de Xipre. A la seva època era el ral·li més calorós i el més lent del Campionat Mundial.

## Guanyadors
A 22 d'abril de 2022
| Any  | Edició                  | Pilot                 | Copilot                 | Cotxe                     | Camp.     |
| ---- | ----------------------- | --------------------- | ----------------------- | ------------------------- | --------- |
| 1978 |                         | Roger Clark           | ?                       | Ford Escort               | ERC       |
| 1979 |                         | Ari Vatanen           | ?                       | Ford Escort               | ERC       |
| 1980 |                         | Roger Clark           | ?                       | Ford Escort               | ERC       |
| 1981 |                         | Vahan Terzian         | ?                       | Mitsubishi Colt           | ERC       |
| 1982 |                         | Tony Fassina          | ?                       | Opel Ascona               | ERC       |
| 1983 | 11th Cyprus Rally       | Jimmy McRae           | Ian Grindrod            | Opel Manta 400            | ERC       |
| 1984 | 12th Cyprus Rally       | John Buffum           | Fred Gallagher          | Audi Quattro              | ERC       |
| 1985 | 13th Cyprus Rally       | Mauro Pregliasco      | Daniele Cianci          | Lancia Rally 037          | ERC       |
| 1986 | 14th Cyprus Rally       | Patrick Snijers       | Dany Colebunders        | Lancia Rally 037          | ERC       |
| 1987 | 15th Cyprus Rally       | David Llewellyn       | Phil Short              | Audi Coupé Quattro        | ERC       |
| 1988 | 16th Cyprus Rally       | Björn Waldegård       | Fred Gallagher          | Toyota Celica GT-Four     | ERC       |
| 1989 | 17th Cyprus Rally       | Yves Loubet           | Jean-Marc Andrié        | Lancia Delta Integrale    | ERC       |
| 1990 | 18th Cyprus Rally       | Dimi Mavropoulos      | Nikos Antoniades        | Audi Coupé Quattro        | ERC       |
| 1991 | 19th Cyprus Rally       | Antonis Ieropoulos    | Michael Michalakis      | Mitsubishi Galant VR-4    | ERC       |
| 1992 | 20th Cyprus Rally       | Alex Fiorio           | Vittorio Brambilla      | Lancia Delta HF Integrale | ERC       |
| 1993 | 21st Cyprus Rally       | Alex Fiorio           | Vittorio Brambilla      | Lancia Delta HF Integrale | ERC       |
| 1994 | 22nd Cyprus Rally       | Alex Fiorio           | Vittorio Brambilla      | Lancia Delta HF Integrale | ERC       |
| 1995 | 23rd Cyprus Rally       | "Bagheera"            | Naji Stephan            | Lancia Delta HF Integrale | ERC       |
| 1996 | 24th Cyprus Rally       | Armin Schwarz         | Denis Giraudet          | Toyota Celica GT-Four     | ERC       |
| 1997 | 25th Cyprus Rally       | Krzysztof Holowczyc   | Maciej Wislawski        | Subaru Impreza 555        | ERC       |
| 1998 | 26th Cyprus Rally       | Andrea Navarra        | Alessandra Materazzetti | Subaru Impreza WRX        | ERC       |
| 1999 | 27th Cyprus Rally       | Jean-Pierre Richelmi  | Stéphane Prévot         | Subaru Impreza WRC        | ERC       |
| 2000 | 28th Cyprus Rally       | Carlos Sainz          | Luis Moya               | Ford Focus WRC            | WRC       |
| 2001 | 29th Cyprus Rally       | Colin McRae           | Nicky Grist             | Ford Focus WRC            | WRC       |
| 2002 | 30th Cyprus Rally       | Marcus Grönholm       | Timo Rautiainen         | Peugeot 206 WRC           | WRC       |
| 2003 | 31st Cyprus Rally       | Petter Solberg        | Phil Mills              | Subaru Impreza WRC        | WRC       |
| 2004 | 32nd Cyprus Rally       | Sébastien Loeb        | Daniel Elena            | Citroën Xsara WRC         | WRC       |
| 2005 | 33rd Cyprus Rally       | Sébastien Loeb        | Daniel Elena            | Citroën Xsara WRC         | WRC       |
| 2006 | 34th Cyprus Rally       | Sébastien Loeb        | Daniel Elena            | Citroën Xsara WRC         | WRC       |
| 2007 | 35th Cyprus Rally       | Charalambos Timotheou | Pambos Laos             | Mitsubishi Lancer Evo IX  | MERC      |
| 2008 | 36th Cyprus Rally       | Nicos Thomas          | Spyros Georgiou         | Mitsubishi Lancer Evo IX  | MERC      |
| 2009 | 37th FxPro Cyprus Rally | Sébastien Loeb        | Daniel Elena            | Citroën C4 WRC            | WRC       |
| 2010 | 38th FxPro Cyprus Rally | Nasser Al-Attiyah     | Giovanni Bernacchini    | Ford Fiesta S2000         | IRC, MERC |
| 2011 | 39th FxPro Cyprus Rally | Andreas Mikkelsen     | Ola Floene              | Škoda Fabia S2000         | IRC       |
| 2012 | 40th Cyprus Rally       | Nasser Al-Attiyah     | Giovanni Bernacchini    | Ford Fiesta RRC           | IRC       |
| 2013 | 41st Cyprus Rally       | Nasser Al-Attiyah     | Giovanni Bernacchini    | Ford Fiesta RRC           | MERC      |
| 2014 | 42nd Cyprus Rally       | Yazeed Al-Rajhi       | Michael Orr             | Ford Fiesta RRC           | ERC, MERC |
| 2015 | 43rd Cyprus Rally       | Nasser Al-Attiyah     | Giovanni Bernacchini    | Ford Fiesta RRC           | ERC, MERC |
| 2016 | 44th Cyprus Rally       | Alexey Lukyanuk       | Alexey Arnautov         | Ford Fiesta R5            | ERC, MERC |
| 2017 | 45th Cyprus Rally       | Nasser Al-Attiyah     | Matthieu Baumel         | Ford Fiesta R5            | ERC, MERC |
| 2018 | 46th Cyprus Rally       | Simos Galatariotis    | Antonis Ioannou         | Škoda Fabia R5            | ERC, MERC |
| 2019 | 47th Cyprus Rally       | Nasser Al-Attiyah     | Matthieu Baumel         | Volkswagen Polo GTI R5    | ERC, MERC |
| 2020 | 48th Cyprus Rally       | Nasser Al-Attiyah     | Matthieu Baumel         | Volkswagen Polo GTI R5    | MERC      |
| 2021 | 49th Cyprus Rally       | Alexandros Tsouloftas | Stelios Elia            | Volkswagen Polo GTI R5    | MERC      |